# Élodie Durand
Élodie Durand   (Tours, 1973) és una dibuixant i guionista de còmic francesa.

## Biografia
Llicenciada en arts plàstiques a la Universitat de París 8, va continuar els estudis a l'Escola Superior d'Arts Decoratives d'Estrasburg, on va fer classes d'il·lustració amb Claude Lapointe, Christian Heinrich i Béhé. Així doncs, el 2003 obtenir el DNSEP (Diploma Nacional Superior d'Expressió Plàstica) en Comunicació per il·lustració amb felicitacions del jurat.
Al principi, va treballar per a produccions infantils i col·leccions juvenils, com ara les d'Actes Sud, Milan i Bayard. Després va publicar les seves primeres historietes il·lustrades, d'entre les quals destaquen «Préavis» a l'antologia Canicule de l'Institut Pacôme i «Les Moitiés» a l'obra col·lectiva Pommes d'amour a través de l'editorial Delcourt.
Pel seu àlbum de còmics El parèntesi, comercialitzat a partir del 2010, va guanyar diversos premis, inclòs el premi revelació al Festival del Còmic d'Angulema del 2011. Hi va tractar el tumor cerebral que va patir durant set anys i que li comportava atacs epilèptics freqüents, aïllament interior i importants pèrdues de memòria. Amb el temps, però, va arribar a superar aquesta malaltia.
Del 1r d'octubre al 30 de novembre del 2018, va fer una estada a la Maison de la BD de Blois, on va començar a elaborar el còmic Transicions, sobre la transidentitat explorada del punt de vista d'una mare amb una filla transgènere.
Algunes de les influències que cita són Félix Vallotton, Tomi Ungerer, Roland Topor, Frederik Peeters, Gipi, Pascal Rabaté, Will Eisner, Claire Bretécher, Anne Baraou i Chloé Cruchaudet.

## Obra

### Com a autora
- Durand, Élodie. La Parenthèse (en francès).  Delcourt, 19 maig 2010. ISBN 9782756017037.
  - Edició en català: Durand, Élodie. El parèntesi. Traducció: Llúcia Casanova.  Andana Gràfica, octubre 2023. ISBN 978-84-19605-08-5.
- Durand, Élodie. Transitions - Journal d'Anne Marbot (en francès).  Delcourt, 7 abril 2021. ISBN 9782413024316.
  - Edició en català: Durand, Élodie. Transicions: El diari d’Anne Marbot. Traducció: Alba Coma.  Comanegra, juny 2022 (Comanegra Còmics). ISBN 978-84-18857-67-6.

### Com a il·lustradora
- Jenkins, Emily. Pas si méchants ! (en francès).  Éditions Milan, 2 març 2011. ISBN 9782745943149.
- Feuchter, Anke. Felix de Berlin (en francès).  ABC Melody, 1 febrer 2012. ISBN 9782916947808.
- Dumontet, Astrid. Vivre ensemble (en francès).  Éditions Milan, 17 agost 2016. ISBN 9782745980359.
- Bégaudeau, François. Wonder (en francès).  Delcourt, 14 setembre 2016. ISBN 9782756091204.
- Aymon, Gaël. Les grandes années : Le vide-grenier (en francès).  Nathan, 21 setembre 2017. ISBN 9782092574157.
- Aymon, Gaël. Les grandes années : Le manoir de la peur (en francès).  Nathan, 14 juny 2018. ISBN 9782092576694.
- Boulet, Gwénaëlle. Raconte-moi Jésus (en francès).  Bayard Soleil, 18 gener 2023 (Le chemin des petits). ISBN 9791036330858.
- Vidal, Séverine. Un monde si grand (en francès).  Bayard Graphic, 5 abril 2023. ISBN 9782227501447.